# Línea E14 (Montevideo)

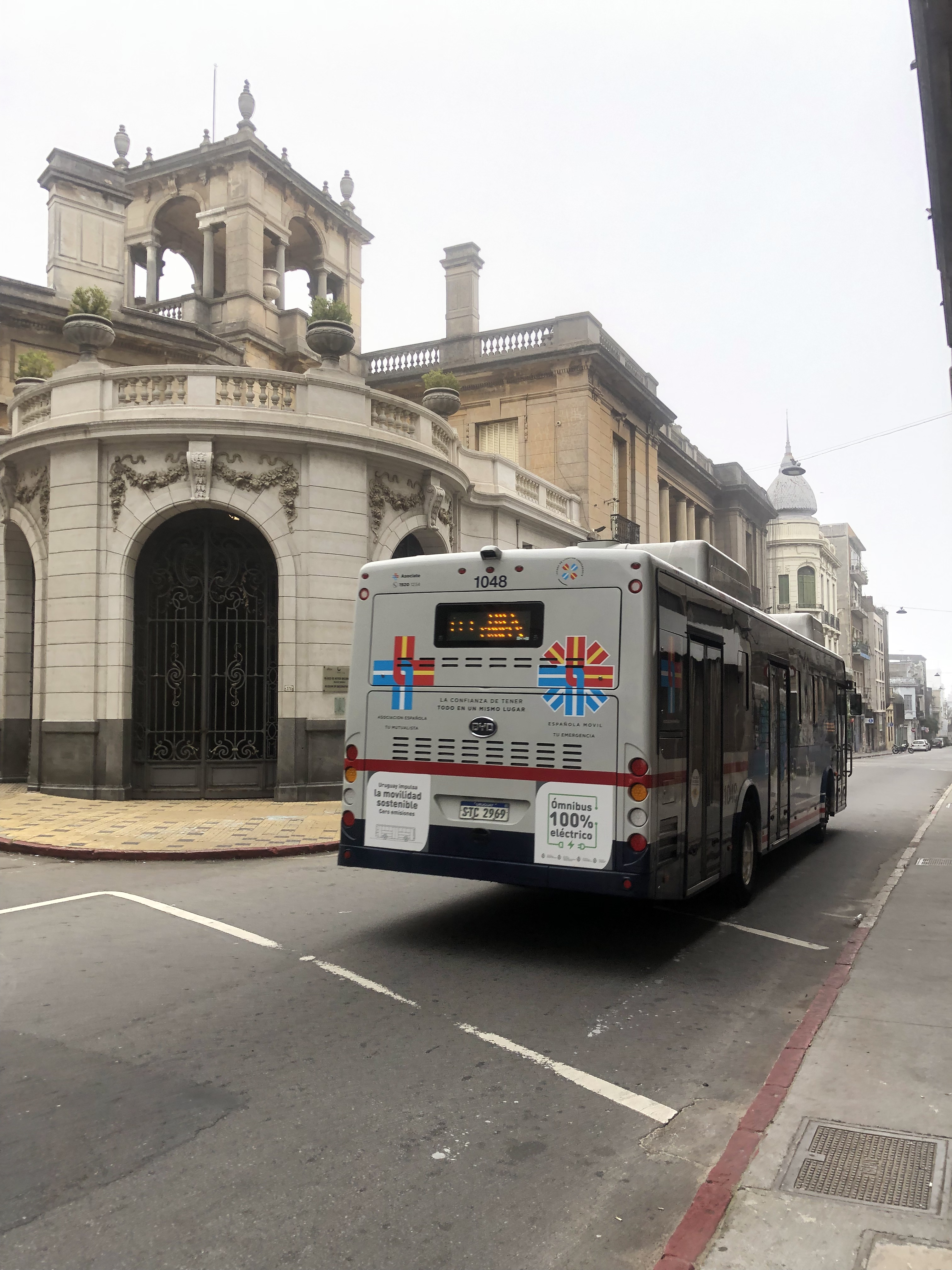
Línea E14 circulando por la calle 25 de mayo.

La línea E14 es una línea de ómnibus céntrica de Montevideo (Uruguay) que une la Ciudad Vieja con Pocitos. Es operada por Cutcsa con unidades eléctricas.

## Creación
Fue creada el 1 de junio de 2020 en el marco de la implantación del circuito eléctrico de Montevideo, sustituyendo a la entonces línea 14, con algunas modificaciones en su recorrido.

## Recorridos
Circula por un amplio tramo de la Rambla de Montevideo y por los barrios montevideanos de Pocitos, Punta Carretas, Parque Rodó, Palermo, Barrio Sur, Centro y Ciudad Vieja.
| LÍNEA E14 |

| - Terminal Pocitos (Kibón) - Rambla Charles de Gaulle - Avenida Luis Alberto de Herrera - 26 de Marzo - Miguel Barreiro - Rambla República del Perú - Rambla Gandhi - 21 de Setiembre - Av. Sarmiento - Rambla Wilson - Rambla República Argentina - Wilson Ferreira Aldunate - Río Branco - Avenida Uruguay - 25 de Mayo | - Juan L. Cuestas - Buenos Aires - Circ. Plaza Independencia - Avenida 18 de Julio - Río Negro - Rambla República Argentina - Rambla Presidente Wilson - Avenida Sarmiento - 21 de Setiembre - Juan Benito Blanco - 26 de Marzo - Avenida Luis Alberto de Herrera - Rambla Charles de Gaulle - Terminal Pocitos (Kibón) |